# Khuy măng sét

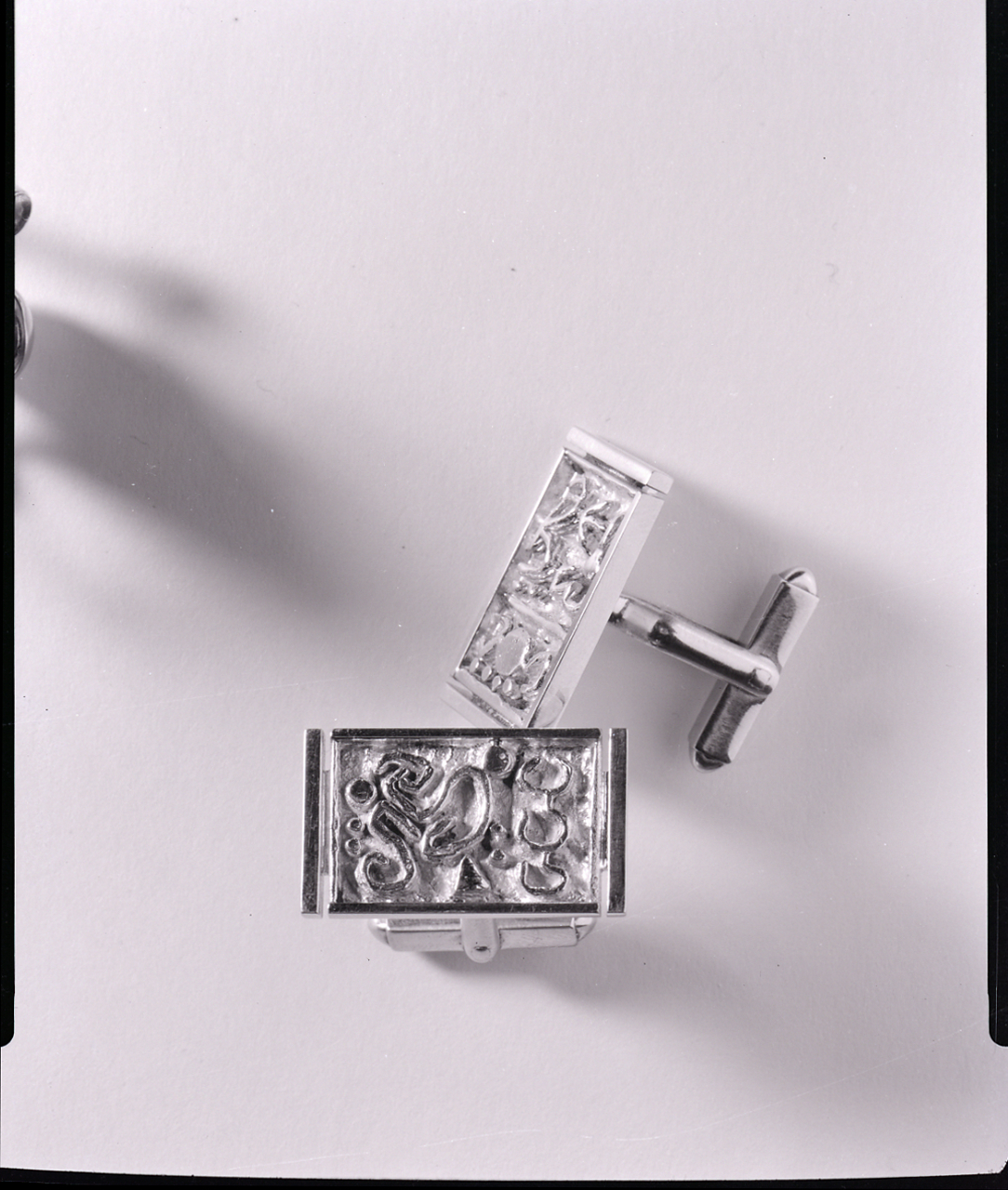
Một cặp khuy loại thanh xoay

Khuy măng sét đã được đính vào cổ tay áo

Khuy măng sét hoặc măng-sét (gốc tiếng pháp: manchette) tạm gọi là một loại ốc vít trang trí, được dùng để giữ cố định cổ tay áo sơ mi không có khuy chỉ có hai cái lỗ khuyết. Nó có chức năng như cúc áo ở cổ tay, nhưng nó không đơm liền vào tay áo như cúc mà tháo rời ra.

## Cơ chế sử dụng
Mặc dù những chiếc khuy măng sét đầu tiên xuất hiện vào những năm 1600, chúng không trở nên phổ biến cho đến cuối thế kỷ 18. Sự phát triển của chúng có liên quan chặt chẽ với áo của nam giới. 
Thiết kế khuy măng sét rất khác nhau tùy loại, thanh xoay được đặt theo chiều dọc để mở và đóng các liên kết, sau đó theo chiều ngang để giữ chúng đúng vị trí khi đeo vào cổ tay áo. Bề mặt chiếc khuy măng sét được trang trí ở phía trước dễ thấy nhất thường lớn hơn, vị trí gài vừa đủ nhỏ để vừa với khuy áo như một nút. Trong những năm 1990, Măng sét bằng lụa được nối với một phần co giãn.

## Vật liệu
Măng sét được ví giống như viên ngọc quý bởi nó có nhiều hình dạng khác nhau, nhưng chủ yếu là hình tròn hoặc hình vuông. Các khuy măng sét được làm từ kim loại, thép không gỉ, đá quý, đá san hô, đá mắt hổ, ngà voi,... hoặc vàng 18k tùy theo yêu cầu nhà sản xuất làm ra.
Carter cũng cho ra mắt loại măng sét của họ vào những năm 1960. 
Một loại khuy măng sét khác là nút thắt lụa rẻ hơn thường là hai nút đầu dính buộc liền vào nhau.